# Estádio José Mammoud Abbas
Estádio José Mammoud Abbas – stadion piłkarski, w Governador Valadares, Minas Gerais, Brazylia, na którym swoje mecze rozgrywa klub Esporte Clube Democrata.